# 石井松堂
石井 松堂（いしい しょうどう、文政8年（1825年） - 明治15年（1882年））は、幕末の肥前国の武士である。佐賀藩士。国学者。通称は才作、只右衛門、龍右衛門。諱は成徳（しげのり）、後に鉄（まかね）。佐賀では「龍よんさん」と呼ばれて慕われており、「石井松堂」の名よりも「石井龍右衛門」の名のほうが有名である。

## 来歴
佐賀藩士北島武兵衛政長の次男として生まれた。母は中牟田喜兵衛武敬の娘。
後に佐賀藩主鍋島氏の藩祖以来の外戚家門として殊遇を享けた石井氏の一門石井林太夫広氏の婿養子となった。養家は、藩祖鍋島直茂の家老石井生札（義元）の子孫の家で、初代藩主鍋島勝茂が誕生した家として知られた藩の名家であった。
藩校弘道館に学び、学才を開花する。学問で身を立てる道を選び、弘道館教諭に就任。しかし、体調を崩して教諭の職を辞任し、現在の佐賀市伊勢町に私塾純粋社を主宰し、若手藩士たちの指導にあたった。
ときに幕末の風雲告げる時勢であり、松堂のもとには大隈重信、副島種臣、大木喬任、江藤新平、石井貞興、山田平蔵ら血気盛んな若手藩士が出入りし、彼らから師と仰がれた。中でも松堂は。江藤新平の才能に一目置いていたと言われ、明治7年、江藤が佐賀の乱後に刑死したことを知るや、その死を惜しみ、『江藤新平伝』を執筆している。
松堂は、枝吉神陽とともに、幕末の佐賀藩における国学の指導者として君臨し、枝吉とともに「佐賀の吉田松陰」と称された。
性格は大酒呑みであり、豪放磊落と評される。しかし、子供を亡くしたときなどは、発狂するほど悲しんだり、喜怒哀楽の豊かな性格が、若手藩士たちの人望を集めたという。
現在、松堂が主宰した私塾純粋社の跡地には記念碑が建っている。墓所は佐賀市高木瀬東の本通寺にある。
なお、海軍中将中牟田倉之助の母石子、養父中牟田武貞はいとこにあたる。